# Zero Down
Zero Down was een Amerikaanse punk-supergroep gevormd door voormalige Strung Out-bassist Jim Cherry, voormalig Down by Law-drummer Milo Todesco en voormalig War Called Peace-gitarist John McCree. Frontman Cherry (die ook gitarist en songwriter voor de melodische punkband Pulley was) kreeg hulp van Fat Mike, de eigenaar van het punklabel Fat Wreck Chords. Bij dit label werd het eerste en enige studioalbum van de band, getiteld With a Lifetime to Pay, uitgegeven in 2001. De stijl van de band neigde erg naar skatepunk uit de jaren 90 en werd goed ontvangen. De band kreeg een vierde lid in augustus 2001, namelijk de voormalige Lagwagon-gitarist Shawn Dewey. Deze stapte het jaar daarop echter alweer uit de band.
Zero Down werd al snel opgeheven zo'n twee jaar na de oprichting van de band. Jim Cherry overleed op 7 juli 2002 aan de gevolgen van een aangeboren hartaandoening. Vroege bronnen suggereerden dat Cherry was gestorven aan een overdosis drugs, maar dit werd later in december dat jaar weerlegd door Fat Wreck Chords.

## Leden
- Jim Cherry - basgitaar, zang
- John McCree - gitaar
- Milo Todesco - drums, achtergrondzang
- Shawn Dewey - gitaar (2001-2002)

## Discografie

### Studioalbums
- With a Lifetime to Pay (2001, Fat Wreck Chords)

### Nummers op compilatiealbums
- "Down This Road" op het album Live Fat, Die Young (2001, Fat Wreck Chords)